# Toma Babić
Fra Toma Babić (Velim, oko 1680. – Šibenik, 31. srpnja 1750.), hrvatski franjevac i književnik.

## Život
Fra Toma potječe iz obitelji koja se po ili nešto prije izbijanja Morejskog rata preselila pod vodstvom fratara s područja župe Zmino prvo u Skradin, pa onda u Velim.
Rodio se u selu Velimu kod Stankovaca oko 1680. Kao dječak svršio je na Visovcu osnovno i humanističko školovanje u samostanskoj školi i 28. lipnja 1701. ušao u novicijat. Filozofiju i teologiju učio je u Budimu od 1702. Zaređen je za svećenika 1707. Već kao mladi svećenik 19. listopada 1708. izabran je za samostanskog vikara na Visovcu. Bio je lektor bogoslovije u Šibeniku, gvardijan u Kninu (1713.), župnik Krkovića i Polače (1715. – 1719.), Skradina (1719. – 1723.) i generalni vikar, župnik Dubravica (1723. – 1732.), dekan, definitor provincije (1723. – 1726.) i gvardijan na Visovcu u četiri navrata (1710. – 1713., 1714. – 1715., 1732. – 1735., 1739. – 1741.) Za vrijeme župnikovanja u Skradinu zamjenik skradinskog biskupa.
Fra Toma je bio u delegaciji koja je skupa s provincijalom fra Antom Markovićem išla u Slavoniju radi pitanja odcjepljenja od franjevačke provincije Bosne Srebrene, a onda je i potpisnik molbe koju su franjevci iz Dalmacije 4. ožujka 1734. uputili duždu u Veneciju da se odobri osnivanje nove franjevačke provincije u Dalmaciji. 
I granice između biskupija (Skradinske, Šibenske, Ninske, Zadarske nadbiskupije) često su bile predmet spora. 1734. ninski biskup Jeronim Fonda silom je oteo župu Perušić iz crkvene jurisdikcije visovačkog samostana i pripojio je svojoj Ninskoj biskupiji i franjevačkom samostanu u Karinu kako bi suzbio prevelik i od ranijeg vremena prisutan utjecaj visovačkih fratara na svom području i uspostavio čvrstu biskupsku vlast na cijelom prostoru oslobođene i obnovljene Ninske biskupije.
Poslije završenog gvardijanstva fra Toma, kako se vidi iz knjige misnih intencija, ostaje na Visovcu i često zamjenjuje župnike. Na Visovcu ga zateče i bolest zbog koje odlazi u Šibenik i ondje umire 1750. godine.

## Graditeljstvo
Podigao je sjeverni dio samostana (Babuša), na kojemu se nalazi ploča s uklesanim natpisom "P T. BABICH A. F. EREXIT A. D. 1741."(Pater Thomas Babich a fundamentis erexit anno domini 1741 / Otac Toma Babić iz temelja podiže godine Gospodnje 1741), zatim oltar sv. Frane na Visovcu i kuću u Vrulji, u Šibeniku.
U izvještaju o samostanu na Visovcu kaže se da je za fra Tomina gvardijanstva u samostanu, crkvi i okolici učinjeno: uređeni i vodi »oduzeti« vrtovi, ograđeni zidovi, podignuta kućica za ribare kod samostanske mlinice, sagrađeno novo krilo samostana sa šesnaest soba, nabavljena vrijedna svećenička (liturgijska) odjeća, uređen mramorni oltar (oltar sv. Franje), zvonik utvrđen lukovima, posađene masline i učinjena mnoga druga dobra, a posvećen je i mramorni oltar BI. Dj. Marije te oltar sv. Križa. Koliko je bio svestran čovjek pokazuje i činjenica da je sam u Remetiću pekao crijep za gradnju novog krila samostana. Osim toga sagradio je i manje prihvatilište u Skradinu. Suvremeni kroničar zapisuje da je Visovac uređen "diligentia et industria R. P. Thomae Babich plures giiardiani" - "marljivošću i radom oca Tome Babića, mnogostrukog gvardijana".

## Dobročinstva
Za vrijeme velike gladi 1733., založio je crkveno srebro u Zadru kako bi kupio brašna i žita i dijelio sirotinji. Vjernici su se obraćali za pomoć franjevcima na Visovcu i to, kako kaže fra Patar Bačić, »ne samo ubogi, doli i drugi, koji su imali novca, ali nisu mogli nigdje žita da kupe«. Tada franjevci založe crkveno srebro u Zadru i kupe žita te ga podijele vjernicima, a na Uskrs »navali malo i veliko vapijući pomoć. Fra Toma odveze na jednu i drugu stranu (jezera) pun brod kruha i brašna i svima doteče, jer kako su ubogi blagoslivali, tako je i Bog blagoslivao da je doteklo i nami i njima«.
U nekrologu o njemu piše: „redovnik uzornog života, vrijedan svake pohvale zbog bezbrojnih dobročinstava učinjenih samostanu.“

## Djela
- 1712. Prima Grammaticae institutio pro Tyronibus Illyricis accommodata a patre f. Thoma Babych. Venetiis: Per Bartolo Occhi. Prijevod i preradba prve knjige latinske gramatike Manuela Álvaresa De Institutione Grammaticae Libri Tres ("O osnovama gramatike u tri knjige") na hrvatski jezik. Drugo izdanje 1745. godine.
- 1726. Cvit razlika mirisa duhovnoga - u narodu popularno nazvana „Babuša“ (duhovne i nabožne pjesme, razgovori, pouke), Venecija. Ostala izdanja: 1736., 1759., 1802., 1829.; Dubrovnik, 1851.; Zadar 1898.;
- 1736. Pisme duhovne, Venecija.

Babuša je bila najčitanija knjiga 18. stoljeća u hrvatskom puku poslije Kačićeva Razgovora ugodnog naroda slovinskog. Njegove duhovne pjesme iz Babuše (Cvita) pjevaju se i danas, pogotovo u Zagori, a posebno Gospin plač na Veliki petak (Runovići, procesija za križen na Hvaru). 
Njegova gramatika bitna je zbog poimanja jedinstvenog hrvatskog jezika, kojeg fra Toma i zove njegovim imenom. 
Cvit piše zbog širenja kršćanskog nauka na hrvatskom jeziku, kako sam kaže u predgovoru:
Kršćanski nauk uklapa u narodni epski deseterac, a svoje propuste u sklapanju slogova objašnjava:

## Ostavština
- Ispred župne crkve Marijina Uznesenja u Stankovcima 6. prosinca 1983. postavljeno je poprsje fra Tome Babića, rad akademskog kipara Josipa Poljana iz Zagreba.
- Grb Općine Stankovci nadahnut je fra Tominim književnim radom.
- U Skradinu je 2001. održan znanstveni skup "Fra Toma Babić i njegovo vrijeme", koji je rezultirao i istoimenim zbornikom radova sa skupa.[4]
- Katolički bogoslovni fakultet Sveučilišta u Splitu objavljuje biblioteku Ravnokotarski cvit u čast fra Tomina "Cvita", a uređuje je prof. dr. sc. fra Stipe Nimac.[5]
- U Benkovcu postoji ulica fra Tome Babića.[6]
- Sjeverni dio samostana na Visovcu, koji je podigao fra Toma, i dandanas se zove Babuša.[2]
- Nekoliko pučkih pjesama s područja Velima spominje fra Tomu, kao i Anselmo Klarić u pjesmi: "U spomen mjestu Velimu".
- u veljači 2012. Hrvatska pošta Mostar izdala je poštansku marku povodom 300. obljetnice izdavanja gramatike fra Tome.[7]

## Vanjske poveznice
- Cvit razlika mirisa duhovnoga